# Rocher-champignon

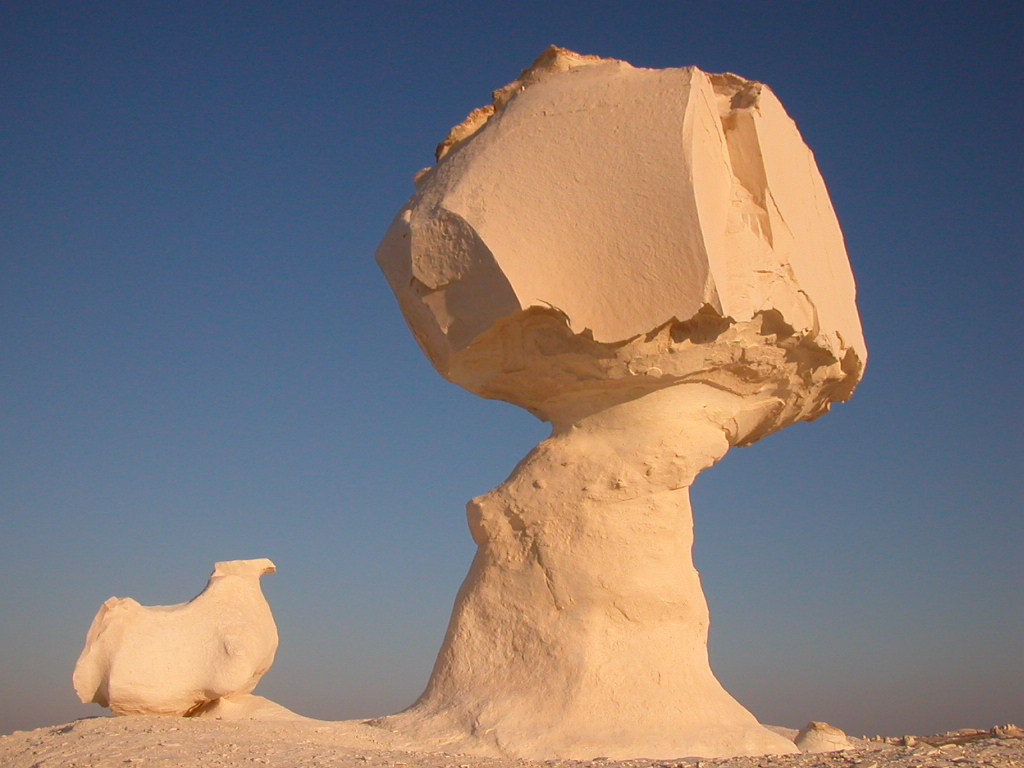
Rocher-champignon dans le désert blanc en Égypte.

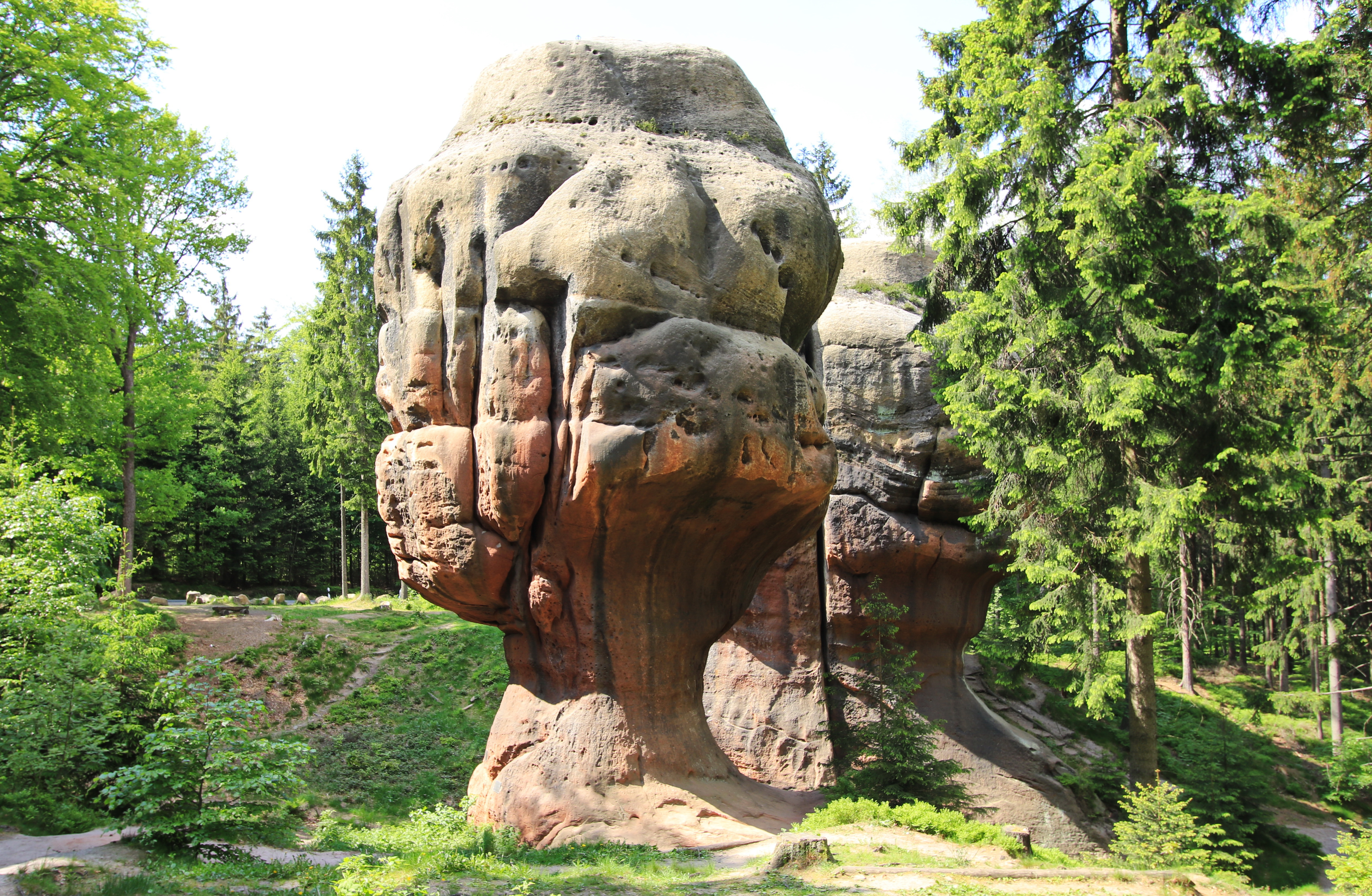
Le Kelchstein près d'Oybin, monts de Lusace en Allemagne.

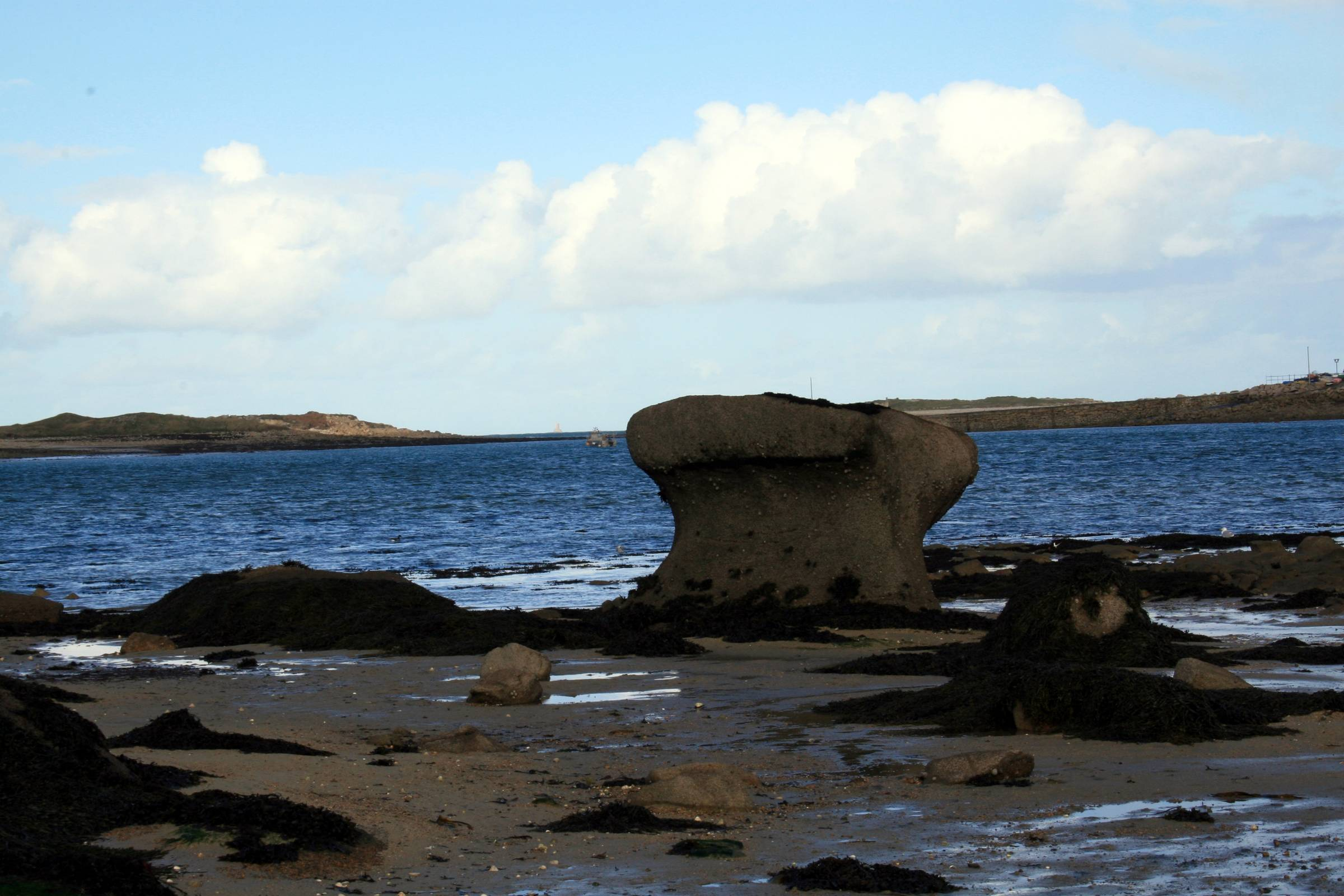
Chaos granitique en forme de champignon. L'encoche de pédogenèse marque le niveau du paléosol. Lors d'une transgression marine, la mer fait tomber le chapeau ; il ne reste que le pied en forme de pédoncule qui s’émousse progressivement, donnant une forme de « mamelon ».

Un rocher-champignon, appelé aussi roche-champignon ou champignon de pierre, est une formation géologique sculptée par l'érosion qui lui donne un aspect extérieur rappelant celui des champignons communs.

## Répartition
Les champignons de pierre sont répartis sur toute la surface de la terre. Ils apparaissent dans à peu près tous les contextes climatiques, dans le granite, la rhyolite, le gneiss, le grès, le basalte, le calcaire et la dolomite (relief karstique),.

### En France

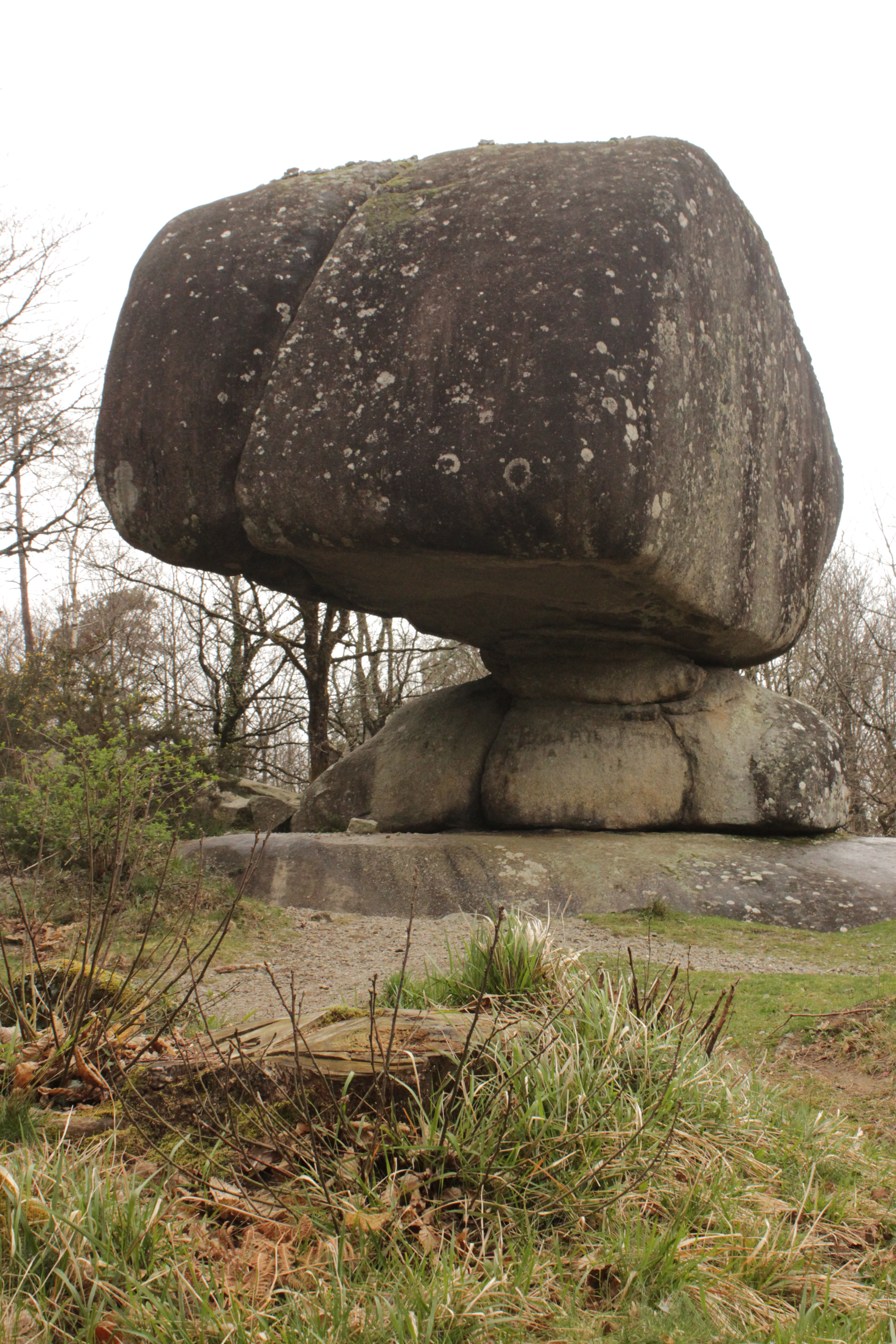
La Peyro Clabado (de l'occitan pèira clavada, pierre clouée) ; Sidobre, France.

En France, un des rochers-champignons les plus connus est le Peyro Calbado, surnommé la « star du Sidobre » (780 tonnes de granite), à Lacrouzette, à 18 km de Castres. Les rochers de Taennchel, en gneiss, près de Strasbourg, ont également cette morphologie surprenante.

## Formation
Plusieurs facteurs expliquent ce modelé rocheux : morphogenèse sur une double structure (par exemple conglomérat et grès des Babele (en) en Roumanie) de résistance différente, la structure inférieure restant la moins résistante mécaniquement ; érosion éolienne (ventifact dû à une désagrégation granulaire de la base ou à une corrasion différentielle sur les niveaux tendres, peu cimentés de la roche) dans le désert ; encoche de pédogenèse ;  création humaine.
Les chaos granitiques qui parsèment le littoral ou le sommet d'interfluves et, de même, la roche en place découpée en pinacles par l'élargissement des diaclases, peuvent porter des traces de pédogenèse qui correspondent à des encoches réalisées au niveau du sol fossile (notion de paléosol). Lorsque la roche dépassait nettement hors du sol, sa partie enterrée (le « pied ») a été encochée tout autour par les acides (humiques, fulviques) issus de la décomposition de la matière vivante des végétaux par les micro-organismes (bactéries, champignons…). La partie aérienne (le « chapeau ») ayant échappé à cette altération, est ainsi entouré d'un replat correspondant exactement à la base de l'horizon éluvial.
Les rochers des Mourres correspondent à des massifs d'herbiers aquatiques se développant à la surface de l'eau et construisant une sorte de squelette calcaire plus dur. L'ensemble forme ainsi des sortes de champignons à chapeaux indurés préservant des pédoncules plus tendres. Ce dispositif n'est pas sans rappeler les classiques cheminées de fées.
Si le chapeau est porté par un fin pédoncule, la masse sus-jacente peut s'écrouler, le rocher étant déchapeauté. Un pied plus important peut cependant être suffisamment érodé pour que le chapeau tombe, ce pied pouvant alors prendre une forme "en mamelon".
Des processus analogues peuvent conduire à la formation de cheminées de fée, de pierres branlantes ou de pierres en équilibre (en).

## Galerie

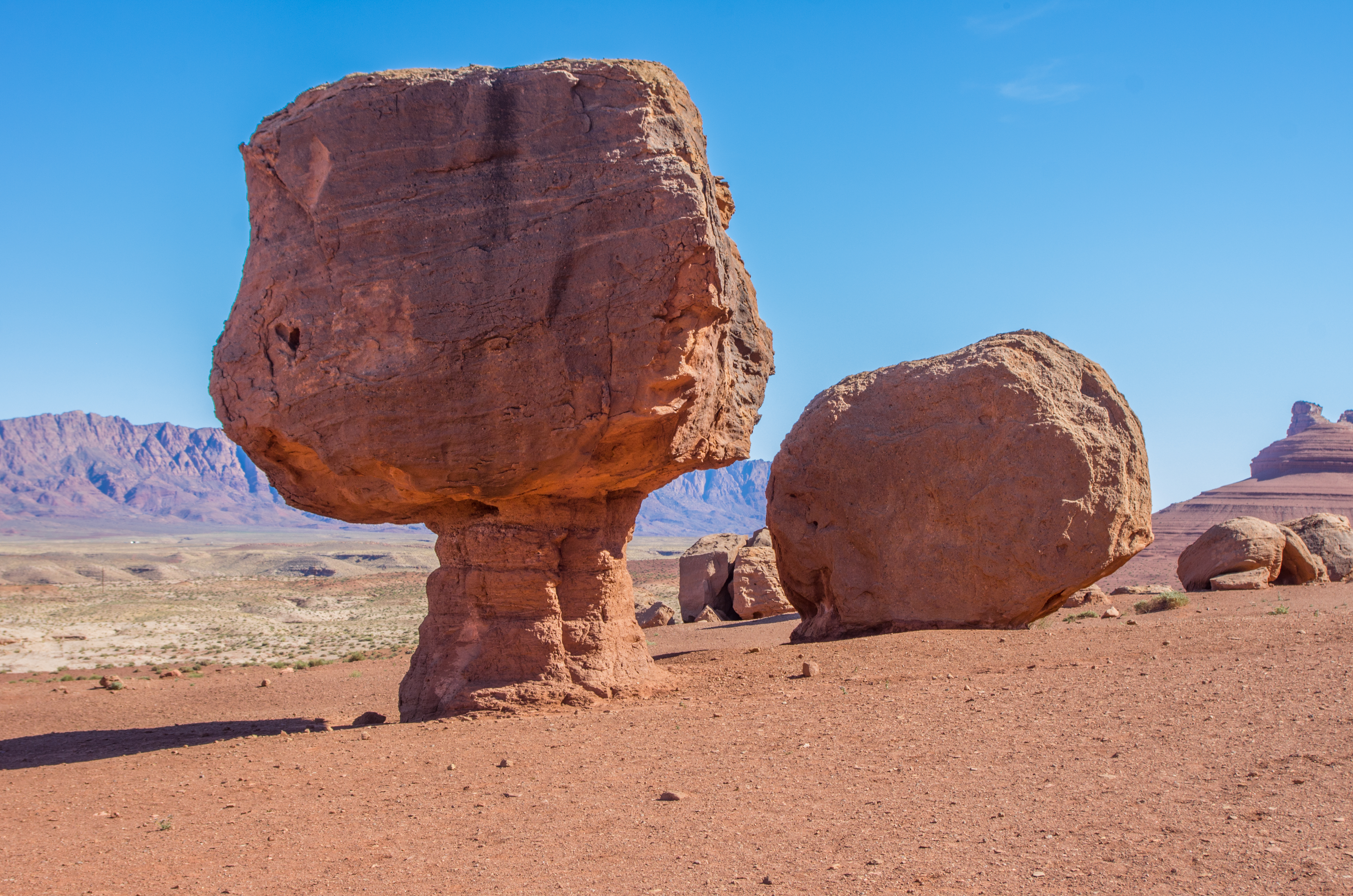
Champignon complet (à gauche) et chapeau (à droite).
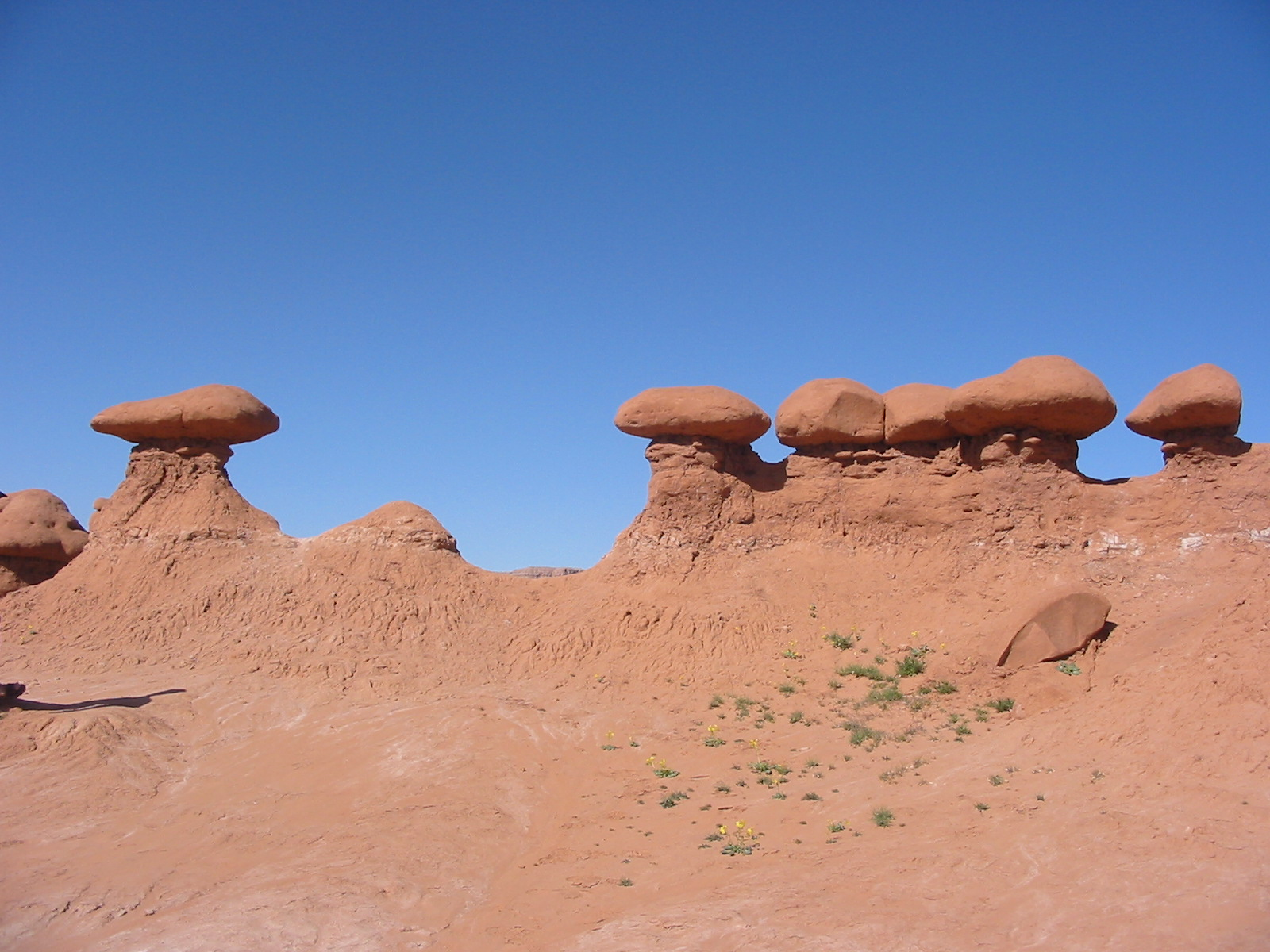
Champignons complets et un champignon déchapeauté formant un mamelon.
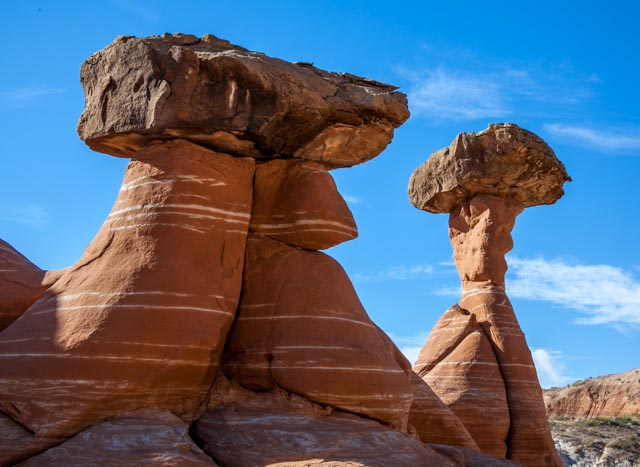
Cheminée de fée ayant la forme d"un champignon.
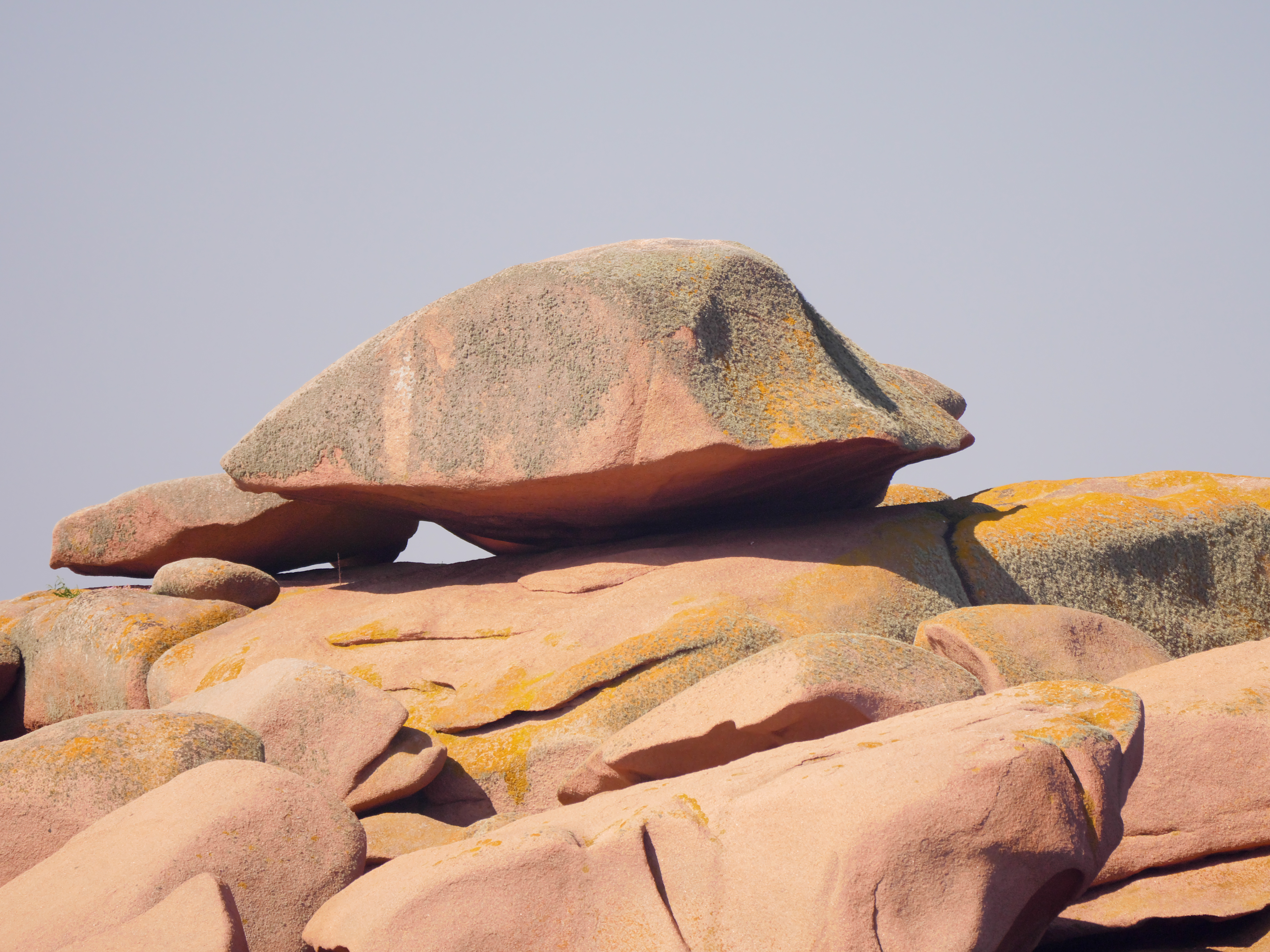
L'encoche de pédogenèse a fait disparaître le pied.
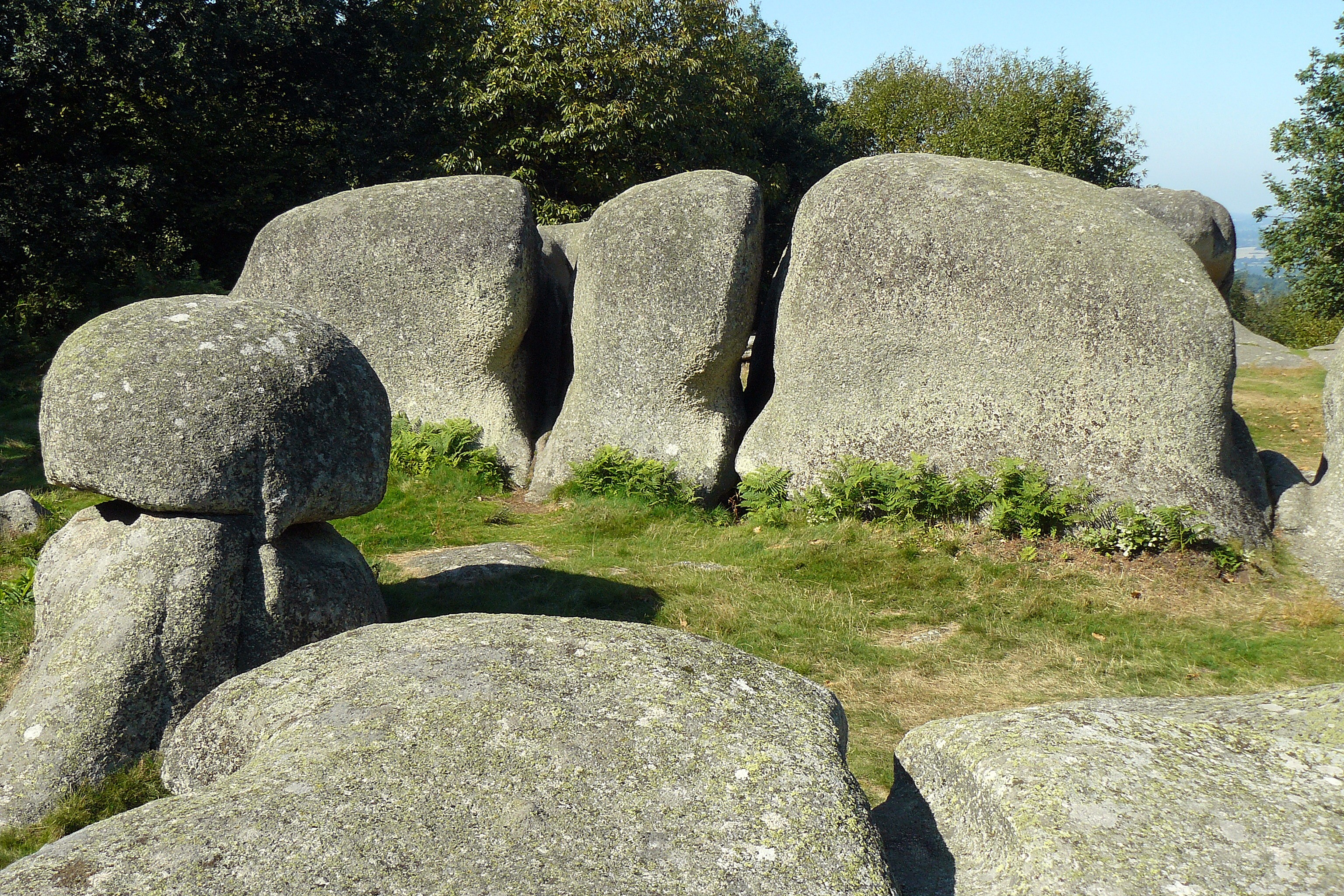
Pierres Jaumâtres : l'encoche est visible aussi bien sur le « champignon de Paris » que sur les blocs adjacents.